# Westerkerk
Westerkerk (pol. Kościół zachodni) – kościół protestancki, należy do Nederlands Hervormd Kerk (Holenderski Kościół Reformowany) w Amsterdamie, zbudowany w latach 1620–1631. Znajduje się w dzielnicy Amsterdamu o nazwie Jordaan, na brzegu kanału o nazwie Prinsengracht (kanał książąt). 

## Historia
Kościół zaprojektował architekt Hendrick de Keyser (1565-1621). On też zapoczątkował budowę. Po jego śmierci dzieło kontynuował syn, Pieter de Keyser (1595-1676). 
Zbudowany na planie krzyża kościół ma 58 m długości i 29 m szerokości. Ma najwyższą wieżę w Amsterdamie (85 metrów) i najszerszą nawę ze wszystkich protestanckich kościołów w Holandii. Jest jednym z najbardziej monumentalnych kościołów protestanckich na świecie. Wieża jest kilkukondygnacyjna i z każdą kolejną stopniowo się zwęża. Narożniki trzech górnych kondygnacji uformowane są w wyłaniające się, choć nie do końca wyodrębnione, kolumny. Na czterech ścianach najniższej z trzech kondygnacji widnieje herb Amsterdamu (zawiera on m.in. trzy ustawione pionowo krzyże św. Andrzeja oraz koronę cesarską). Na ścianach drugiej kondygnacji umieszczono duże zegary a na szczycie wieży – koronę cesarza Maksymiliana I. Dzwony kościoła zostały odlane przez braci Hemony. 
8 października 1669 roku w kościele został pochowany Rembrandt. Dokładne położenie grobu nie jest znane, przypuszcza się jedynie, że znajduje się on gdzieś wzdłuż północnej ściany. W kościele zostali pochowani również inni malarze: Nicolaes Berchem, Gillis d'Hondecoeter, Melchior d'Hondecoeter i Govert Flinck. Organy kościoła udekorowane zostały przez malarza Gerarda de Lairesse. 
Westerkerk położony jest w bezpośrednim sąsiedztwie Achterhuis, dzisiaj zamieniony w muzeum i znany jako Dom Anny Frank, gdzie Anna Frank, jej rodzina oraz inni ukrywali się przed hitlerowcami podczas II wojny światowej. Westerkerk często jest wspominany w pamiętniku Anny Frank — zegar kościoła był widoczny ze strychu Achterhuis, a dźwięk dzwonów był jednym z nielicznych, przyjemnych doznań dla Anny Frank. Na zewnątrz kościoła znajduje się dziś pomnik Anny Frank. Ponadto tablica upamiętniająca śmierć Anny Frank. 
Obok kościoła znajduje się Homomonument, zbudowany na pamiątkę ludzi zamordowanych przez nazistów ze względu na ich orientację seksualną. 
10 marca 1966 roku w Westerkerk królowa Beatrix (wówczas księżniczka Beatrix) poślubiła księcia Clausa von Amsberg. 
Kościoły o nazwie Westerkerk znajdują się również i w innych holenderskich miastach: Leeuwarden, Enkhuizen, Amersfoort, Bunschoten, Ermelo i Capelle aan den IJssel.

## Galeria

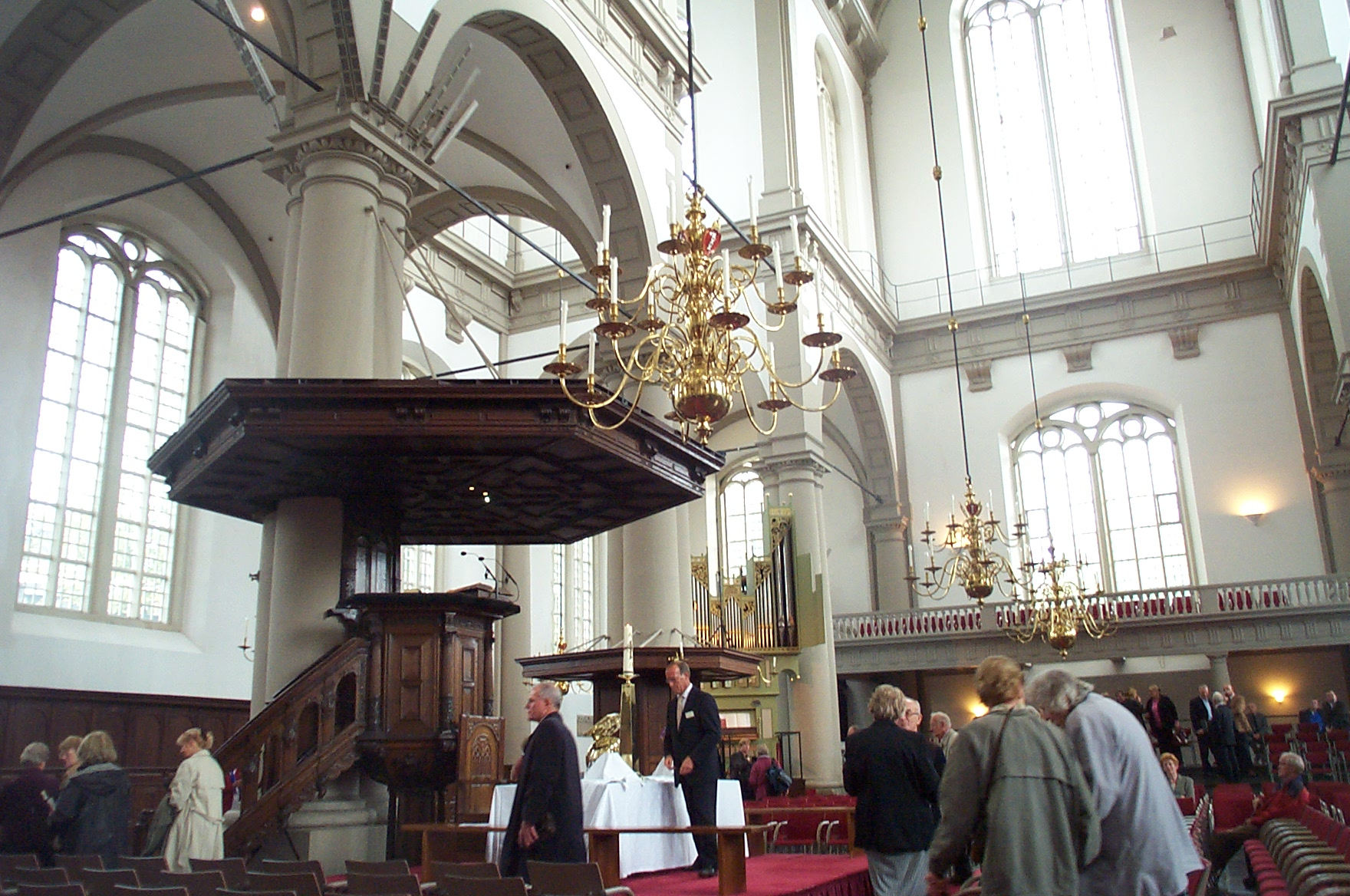
Wnętrze kościoła
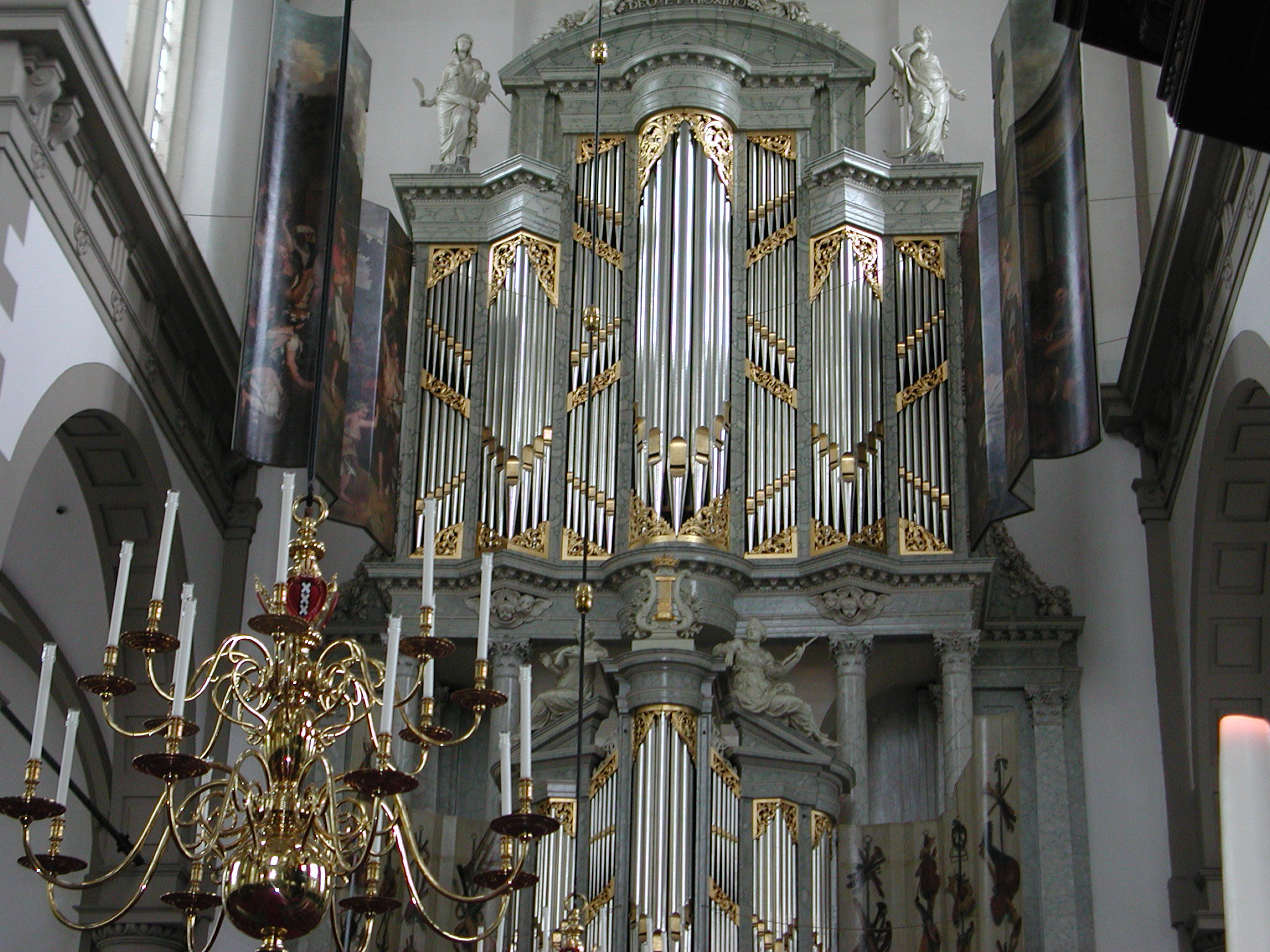
Organy
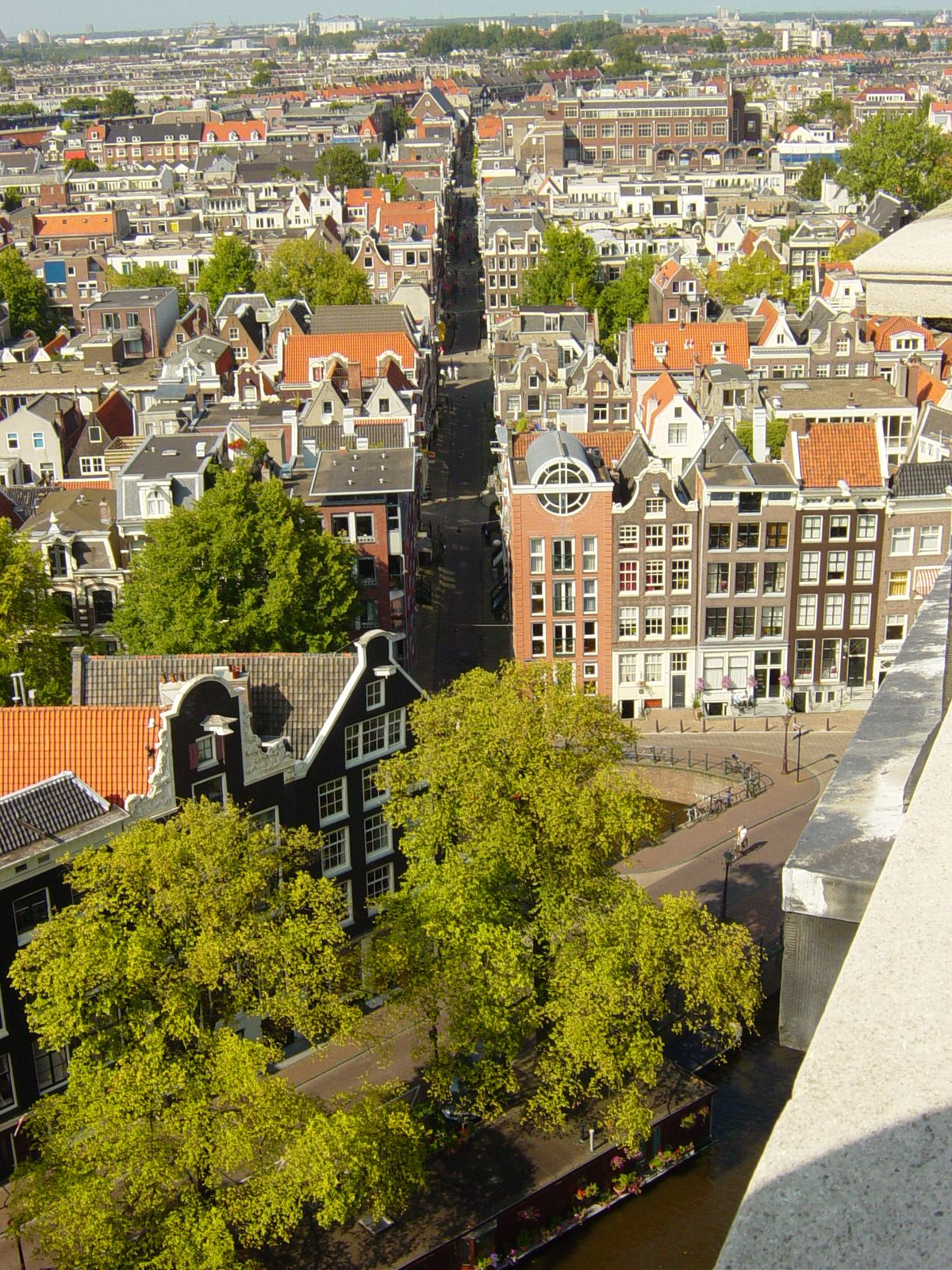
Widok na dzielnicę Jordaan z wieży kościoła
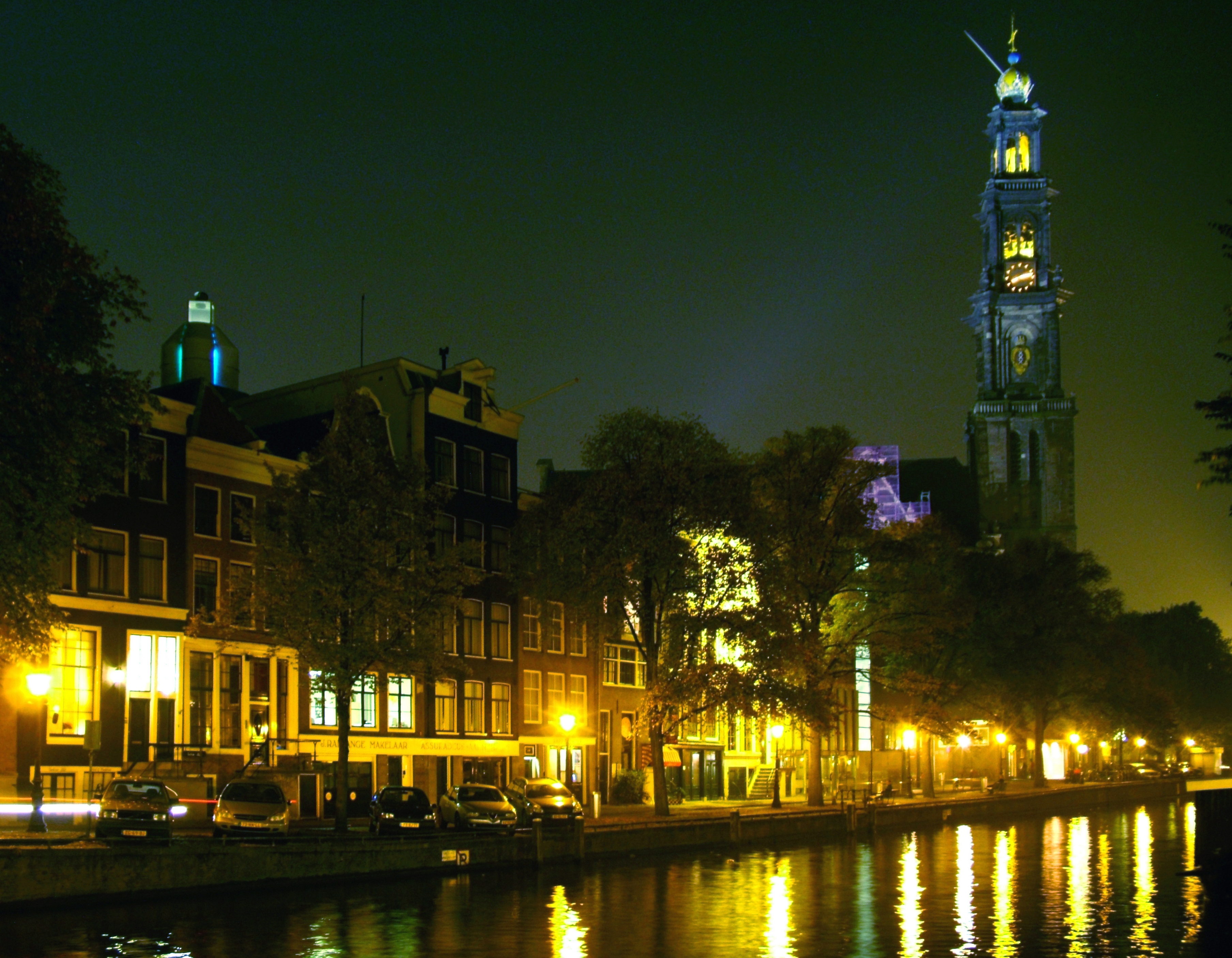
Prinsengracht nocą, z widokiem na Dom Anny Frank
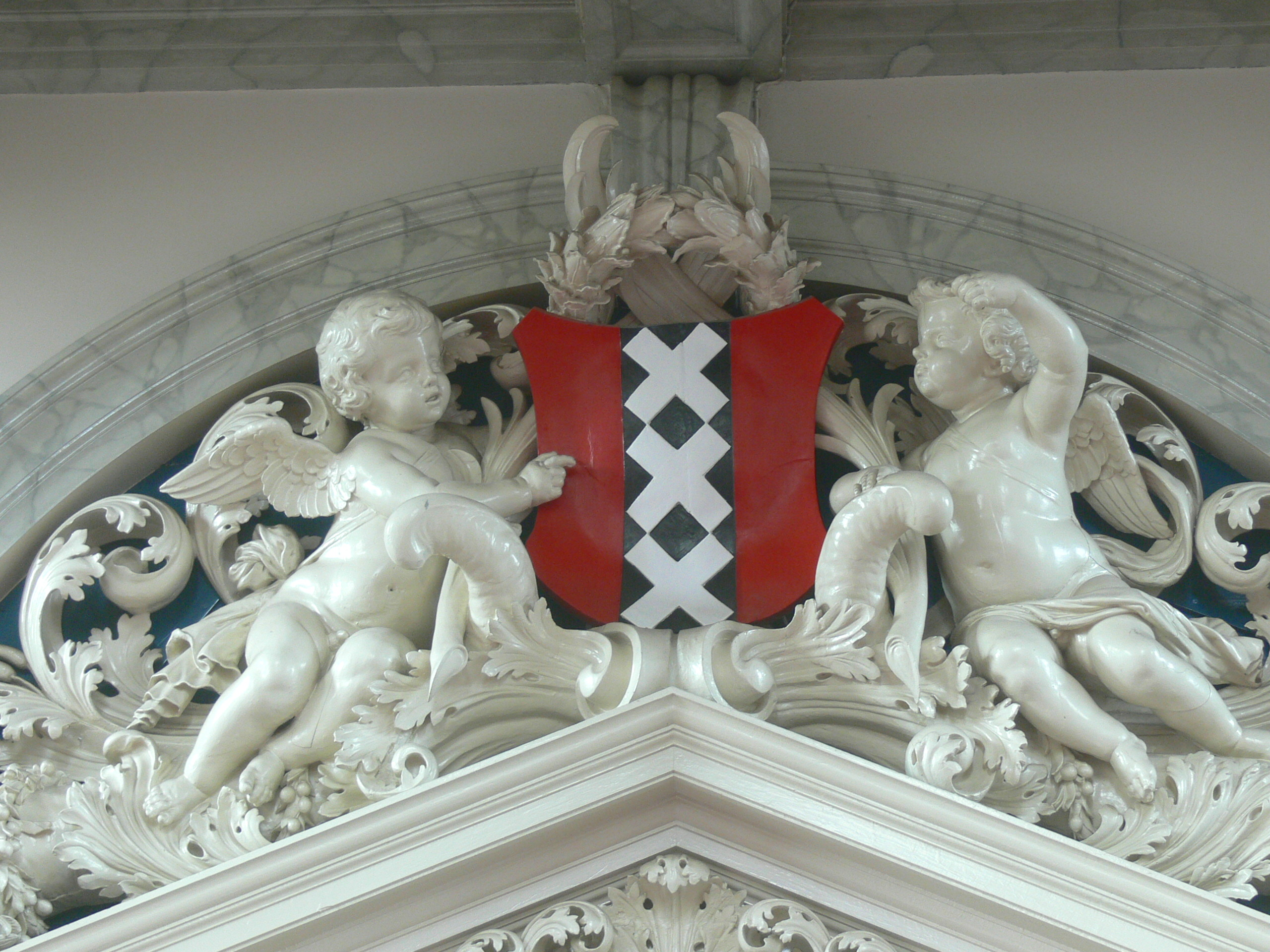
Herb Amsterdamu
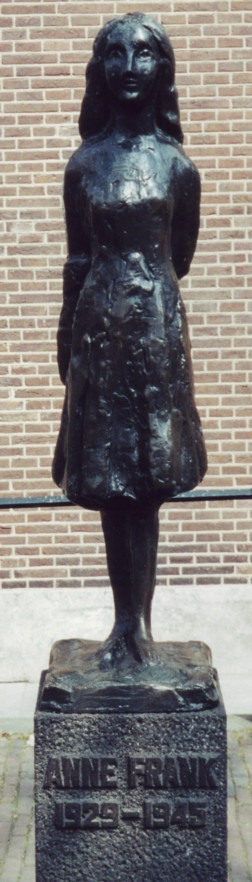
Posąg Anny Frank na placu kościoła
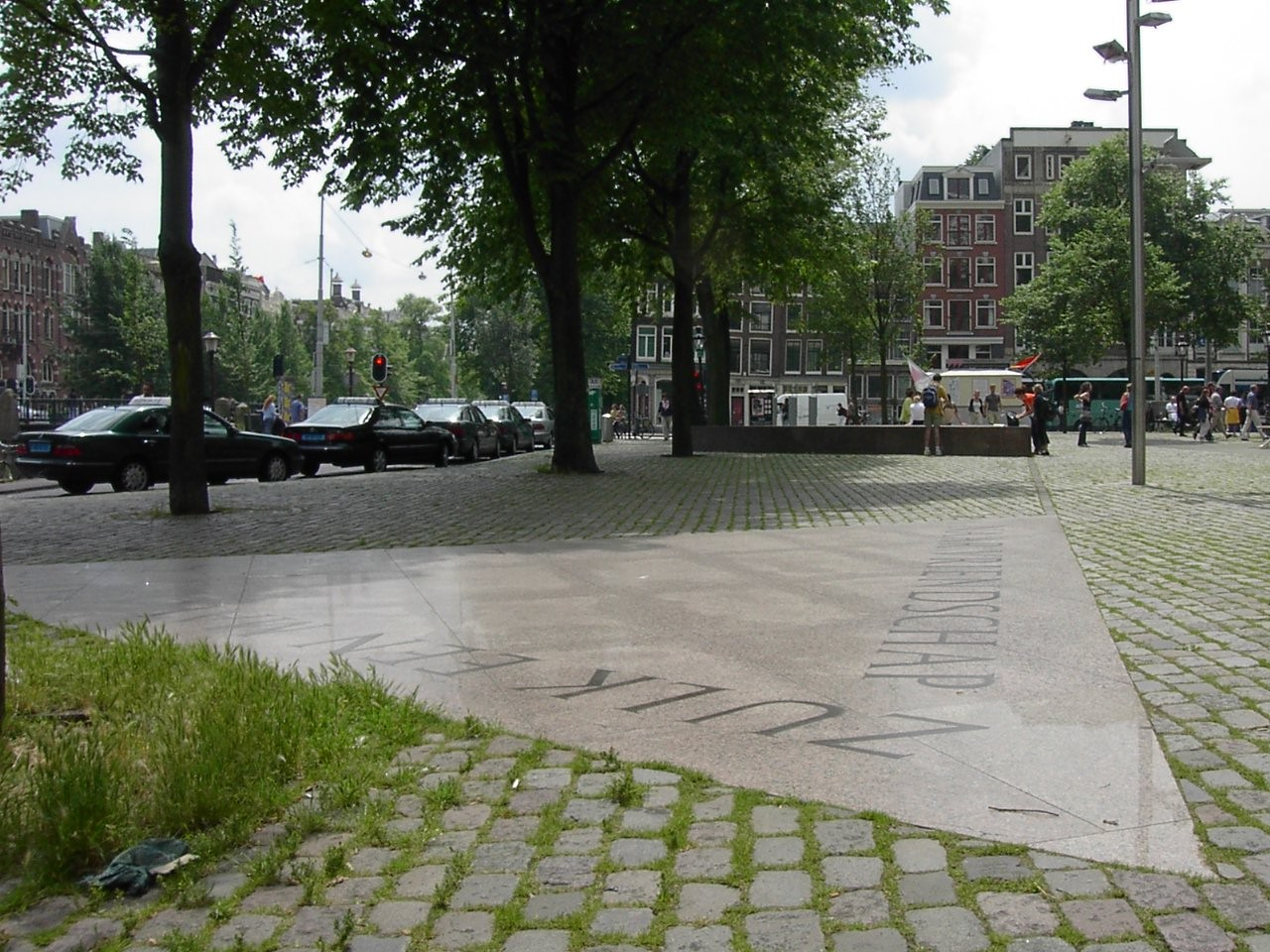
Homomonument na placu kościoła